# Mariana de Pineda Muñoz
Mariana de Pineda Muñoz (Granada, 1 de setembro de 1804 - 26 de maio de 1831) foi uma liberal espanhola do século XIX, símbolo da luta contra o absolutismo do rei Fernando VII.

## Biografia
Mariana de Pineda Muñoz nasceu em 1 de setembro de 1804, em Granada, filha de María Dolores Muñoz e Bueno; e de Mariano de Pineda e Ramírez. Um pouco antes do nascimento de Mariana, Bueno fugiu da casa de Ramirez, onde trabalhava como criada, mas Ramirez consegue a guarda da filha sob litígio. Com a morte de Ramirez, sua filha ficou sob a tutela de seu irmão José de Pineda. Com o casamento de José, Mariana foi adotada por Úrsula de la Presa e José de Mesa. Casou-se, em 9 de outubro de 1819, com Manuel Peralta e Valte, com quem teve dois filhosː José Maria, em 1820; e Úrsula Maria, em 1821. Em 1822, ficou viúva. Tempos depois, se relacionou com José de la Peña, com quem teve uma filhaː Luisa, em 1829.
Desde criança, na casa de seus pais adotivos, já presenciava as reuniões dos liberais contra o poder absolutista de Fernando VII. Se juntou a causa liberal em 1823, e ajudava os liberais perseguidos na fuga, lhes dando abrigo e obtenção de passaportes falsos. Em 18 de março de 1831, Ramón Pedrosa, prefeito do Crime da Chancelaria Real de Granada, em uma busca na casa de Mariana, descobriu uma bandeira liberal, com o slogan "Liberdade. Igualdade e Direito", que seria usada para a revolução contra a monarquia. Foi detida e ficou em prisão domiciliar. Em uma tentativa de fuga, foi pega e presa no Convento-Prisão de Santa María Egipcíaca. E como se negava a delatar seus companheiros liberais, foi julgada e condenada por crime de rebelião contra a ordem e a monarquia com confisco de bens, e em 26 de maio de 1831 foi executada no Campo do Trinfo de Granada (atual Praça da Liberdade). Foi enterrada no cemitério de Almengor, sem identificação no túmulo. E, em 1856, seus restos mortais foram transferidos para uma cripta na Catedral de Granada.

## Pós morte
Após sua morte, Mariana se tornou um símbolo contra o absolutismo. É homenageada em canções, livros, peças de teatro e séries de tv, desde do século XIX até os dias atuais. Praças, ruas e escolas por toda a Espanha levam seu nome. A sua antiga casa se tornou um museu, onde exibe objetos pessoais e lembranças da Mariana; e abriga o Centro Europeu da Mulher, com oficinas, seminários e atividades culturais relacionadas às mulheres.